# West Woodhay
West Woodhay est une paroisse civile et un village du Berkshire, en Angleterre.